# Isaak Troki
Isaak ben Abraham Troki (Troki: polnisch für Trakai; * um 1533 in Trakai; † um 1594 ebenda) war ein litauischer Karäer, dessen Schrift chisuk emuna („Stärkung im Glauben“) in späteren Jahrhunderten stark rezipiert wurde.

## Leben
Troki nutzte die Gelegenheit, sich während der Zeit der toleranten polnischen Renaissance mit den Glaubenspositionen der christlichen Konfessionen vertraut zu machen und war daher dazu befähigt, auf innerchristliche Differenzen angemessen einzugehen.
Deshalb ist das Buch ins Lateinische übersetzt und in den Tela ignea Satanae des J. Chr. Wagenseil (1681) abgedruckt worden. Seine kritischen Argumente wurden dann zum Teil durch die frühen Aufklärer in Frankreich zur Kritik an Christentum und Kirche verwendet.

## Ausgaben
- Johann Christoph Wagenseil (Hg.): Rabbi Isaaci Liber Chissuk Emuna (Munium Fidei) (Lateinisch-Hebräisch). In: Tela Ignea Satanae (Die Feuerpfeile des Satans). Altdorf 1681
- David Deutsch (Hg.): Befestigung im Glauben (Deutsch-Hebräisch). Sohrau 1865, 1873.